# Indotipula elegantula
Indotipula elegantula är en tvåvingeart som först beskrevs av Enrico Adelelmo Brunetti 1912.  Indotipula elegantula ingår i släktet Indotipula och familjen storharkrankar. Inga underarter finns listade i Catalogue of Life.